# Philippe Aractingi
 (septembre 2022).
Si vous disposez d'ouvrages ou d'articles de référence ou si vous connaissez des sites web de qualité traitant du thème abordé ici, merci de compléter l'article en donnant les références utiles à sa vérifiabilité et en les liant à la section « Notes et références ».
 (septembre 2022).
Philippe Aractingi, né le 12 juin 1964 à Beyrouth, est un réalisateur, documentariste, producteur de cinéma et photographe franco-libanais.

## Biographie
Philippe Aractingi (né le 12 juin 1964) est un auteur, réalisateur, producteur et photographe franco‐libanais autodidacte. Cinéaste reconnu, Philippe  Aractingi a été récompensé plus de quarante fois pour ses documentaires et ses 4 longs-métrages, lors de différents festivals internationaux tels que Venise, Sundance, Dubaï, Thessaloniki, Rotterdam... Ses films Bosta et Sous les bombes ont représenté le Liban aux Oscars en 2006 et 2008.  
Fervent défenseur du cinéma libanais, Philippe Aractingi est cofondateur de la Fondation Liban Cinéma (FLC), et vice‐président du comité du Screen Institute Beirut.
En 2018, Philippe Aractingi est nommé Chevalier de l’ordre des Arts et des Lettres par le Ministère de la Culture français.

### Jeunesse et débuts
Philippe Aractingi est né à Beyrouth dans un pays troublé par la guerre. À l’âge de 8 ans, son père lui offre son premier appareil photo. Vivant sur la ligne de démarcation durant la guerre du Liban, il photographie, dès l’âge de 16 ans, le conflit pour les magazines du monde… 
Alors qu’il n’existe à l’époque aucune école de cinéma à Beyrouth, il rêve du grand écran. Mais la réalité de la guerre étant plus forte que la fiction, Aractingi se lance dans le documentaire. Il commence à l’âge de 20 ans, date de son film et continue une carrière internationale à travers le monde.  

### Carrière

#### 1984-2005: Documentaires
À l’âge de 25 ans, Philippe Aractingi quitte le Liban pour Paris où il résidera pendant 12 ans. Il réalise et coproduit plus d’une quarantaine de courts-métrages et de documentaires dont Vol libre au Liban (1991), prix du meilleur court métrage au festival du film de Saint-Hilaire, Par le regard des mères (1992) en compétition au festival du film de Lyon et Beyrouth de Pierre et de Mémoire (1992), Médaille d’or des jeux de la Francophonie.
Le Rêve de l’Enfant Acrobate (1995) remporte le Prix du Grand Jury au Festival du Film de Beyrouth.

#### 2005-2019: Consécration comme cinéaste
En 2005, Bosta, le premier film de fiction de Philippe Aractingi est acclamé par la critique et bat des records d’audience au Liban avec plus de 140 000 entrées au box-office. Produit par un montage financier 100% libanais, cette comédie musicale à la fois ludique et réaliste, brise avec la tradition des films sur la guerre. Bosta réconcilie le public libanais avec son cinéma et ouvre la porte à une nouvelle génération de films libanais. Bosta a reçu 8 prix dont le prix du Meilleur Scénario aux Journées Cinématographiques de Carthage (JCC), le Murex d’or à Beyrouth en 2006, et le Best First Work Award au Festival du Film Arabe de Rotterdam.
Lorsqu’en 2006 une autre guerre éclate au Liban, Philippe Aractingi tourne dans l’urgence Sous les bombes (2008), fiction en décors réels où deux comédiens professionnels sont filmés au cœur du drame, face aux vrais acteurs de la guerre (civils, militaires, secouristes, etc.). Distribué dans une trentaine de pays, Sous les bombes a été sélectionné aux festivals de Venise, Sundance, BAFTA et Dubaï et a remporté à ce jour 23 prix dont le prix de la Meilleure Actrice et le Muhr d’or au Festival International du Film de Dubaï (DIFF) ; le Prix du Public, la Meilleure Musique et le Coup de cœur du jury au festival de Luchon en 2008, le Netpac et Critic’s Awards à Antalya en 2007 et le prix Fipresci au Festival International du Film de Bratislava.
En 2014, Philippe Aractingi prend le pari d’une nouvelle écriture, cette fois‐ci autobiographique. Héritages (2014) combine documentaire et fiction et raconte les exils répétés de sa propre famille, sur quatre générations et cent ans d’histoire. Sélectionné au Festival international du film de Dubaï (DIFF), au Thessaloniki International Film Festival, et au Festival international des programmes audiovisuels (FIPA), le film est actuellement un sujet d’étude dans plus de 30 établissements scolaires et universitaires de par le monde dont Boston University. 
Avec Listen (2017), Aractingi réalise une histoire d’amour des temps modernes, une fiction innovante où les sens, la sensualité et les sentiments se joignent pour défier interdits et contraintes sociales. Diffusé pour la première fois au Festival International du film de Dubaï (DIFF), Listen émeut et choque. Sa distribution dans les pays arabes ne sera pas autorisée. Interdit aux moins de 18 ans au Liban, le film gagne les prix du Meilleur Son, de la Meilleure Image et du Meilleur Réalisateur aux Lebanese Movie Awards (LMA) et représente le Liban aux Golden Globes en 2017.

### Producteur fortuit
Aractingi fonde en 1989 sa propre maison de production, Fantascope, qui lui permet de réaliser ses longs-métrages dans un pays où le cinéma était quasiment inexistant. 
Fantascope Production a produit à ce jour plus d’une centaine de films diffusés sur des chaînes de télévision internationales telles que Discovery Channel, France 2, France 3 ou Arte.
Aractingi réalise également de nombreux films de commande notamment pour des musées, pour les 150 ans de l’American University of Beirut (AUB), pour la Banque du Liban et la compagnie aérienne Middle East Airlines (MEA). 
En 2019, il réalise Sur les pas du Christ, film coproduit avec la Fondation maronite dans le monde, un voyage entre fiction et documentaire qui retrace les pérégrinations du Christ dans le Sud-Liban.

### Photographe et vidéaste
Dès l’âge de huit ans, Philippe Aractingi se balade avec son appareil photo. En 1975, lorsque la guerre éclate au Liban, Aractingi, pose sa caméra pour en capturer les moments phares. Mais très vite, dégoûté par la guerre, Philippe s’arrête de photographier momentanément la photo.
En 2010, il renoue avec la photographie et expose à Paris « Nuit sur Beyrouth ». Aractingi explore Beyrouth de nuit, un patchwork de couleur où l’on voit la ville s’éclairer comme elle peut au gré des fréquentes coupures d’électricité et des générateurs individuels. 
Sa seconde exposition photo et vidéo « Obsession » (2018) présente l’évolution de Beyrouth à travers le temps. Paisible avant la guerre, défigurée en temps de guerre, et méconnaissable aujourd’hui, Beyrouth, chargée de souvenirs, se met à nu. L’exposition est accompagné d’une installation « Beirut Through Time » composée de trois écrans, qui diffusent en simultané, les archives des mêmes lieux sur cent ans d’histoire.

## Distinctions
- Par le Regard des Mères, 1992 (Documentaire 52’) 
  - Sélection officielle du Festival du Film de Nyons
- Beyrouth the Pierre et de Mémoire, 1992 (Essai- 18’)  
  - Médaille d’Or aux jeux de la Francophonie - Paris, 1994
  - Mention du Jury aux Journées du Cinéma Africain et Créole - Montréal, 1995
- Vol Libre au Liban,1993 (Court Métrage 18’)  
  - Prix du Jury au festival international de Saint-Hilaire, 1991
  - Lauréat de l'Académie Carat, 1992
- Le Rêve de l’Enfant Acrobate,1995 (Maroc, Documentaire 52’)  
  - Prix du Grand Jury au Festival du Film de Beyrouth, 1997
- Bosta(2005/6) 
  - Prix du meilleur scénario aux Journées Cinématographiques de Carthage, 2002
  - Murex D’Or au Liban
  - Meilleur premier film au Festival du Film Arabe de Rotterdam
  - Prix IMA pour le meilleur premier film
  - Prix du Public au Queens International Festival 
  - Prix du jeune public au festival Artemare en Corse.
- Sous les Bombes, 2007/8
  - Golden Muhr Award, Meilleur Film et Meilleure Actrice au DIFF, 2007
  - EIUC Human Rights Film Award à la Mostra de Venise, 2007
  - Prix Arca cinéma Giovanni à la Mostra de Venise, 2007
  - Critics Award and NETPAC Award au Festival du Film d’Antalya, 2007
  - Prix FIPRESCI de la critique internationale au Festival du Film de Bratislava, 2008
  - Meilleure musique originale, prix du public et coup de cœur du jury au Festival de Luchon, 2008
  - Prix Amnesty International, Festival Opendoek à Trunhout, 2008
  - Meilleur Film a la One World Media Award a Londres, 2009
  - Sélection officielle, Festival de SUNDANCE 2008
  - Prix du public, Festival du Film des Droits à la Personne, Montréal 2008
  - Prix d’interprétation féminine, Festival du Film Arabe d’Oran 2008
  - Prix d’interprétation masculine, festival du film Arabe de Rotterdam 2008
  - Médaille d’argent du meilleur Film, festival du film Arabe de Rotterdam 2008
  - Meilleur long métrage international au 22e Festival international du cinéma francophone en Acadie (Canada).
- Heritages, 2014
  - Sélection officielle du DIFF 2013, FIPA and Thessaloniki Festivals
  - Prix Silver HAMBRA au Granada Cines del Sur Film Festival
  - Prix du Public au Festival du Film Arabe de San Francisco
  - Meilleur Réalisateur et Meilleur montage aux Lebanese Movie Guide Awards, 2015
- Ismaii ou Listen (2017)
  - Sélection officielle du Dubai International Film Festival, 2016
  - Prix Lebanese Movie Awards, 2017 : meilleure cinématographie/image
  - Prix d’audience , Festival d’Alexendrie, 2018

## Publications
- Métier de femme, métier de mèreLivre coécrit avec Lela Chikhani‐Nacouz, un essai qui raconte la force et la souffrance des mères libanaises mis en en images en 1992 dans Par le regard des mères.
- Nabil le petit étranger (Scénario)Reconnaissance :
- Prix Maroun Baghdadi du Meilleur Scénario au Festival International du film de Beyrouth, 1998
- Lauréat de la Bourse Beaumarchais, 1995
- Aide à l'écriture de la commission de l’avance sur recette du CNC, 1996

## Filmographie partielle

Philippe Aractingi avec son équipe de tournage.

### Bosta(2005)
Comédie musicale, Bosta (l'autobus) raconte l'histoire de sept vieux amis qui se réunissent après quinze ans de séparation, pour reformer leur ancienne troupe de danse et tourner dans tout le Liban. Ce voyage va les révéler à eux-mêmes, et les confronter à leur pays d'origine, terre de contrastes dont ils découvrent les multiples visages. Dans une tonalité alliant comédie, musique et réalisme, Bosta aborde des thématiques variées allant de la religion, de la paternité, de l'homosexualité et la place de la femme au Liban. 

### Sous les bombes(2008)
En été 2006, Zeïna, libanaise vivant à Dubaï, a confié son fils Karim à sa sœur, dans le Sud Liban, afin de le protéger de ses déboires conjugaux. Mais la guerre éclate au Liban: affolée, Zeïna arrive à Beyrouth le jour du cessez-le-feu, pour retrouver son fils et sa sœur. Le périple étant jugé comme trop dangereux, seul Tony, un chauffeur de taxi, accepte de l'accompagner dans sa recherche.

### Héritages, Mirath(2013-2014)
Le 12 juillet 2006, une autre guerre éclate au Liban. Sur le bateau militaire qui l’emmène une nouvelle fois en France, Philippe Aractingi éprouve le besoin de partager les raisons de cet exil forcé avec ses enfants…. 
- Une terre pour un homme, En hommage à Ghassan Tuéni (2012)
- Voyage en terre bio (2000)
- Le rêve de l’enfant acrobate (1997)

Grand prix du Jury Festival du film de Beyrouth (1997)
- Beyrouth de pierres et de mémoires (1993)

Médaille d'or des Jeux de la Francophonie - Paris (1994)
Mention du Jury aux Journées du Cinéma Africain et Créole - Montréal (1995)
- Par le regard des mères (1992)

Sélection officielle du Festival de Lyons
- Vol Libre au Liban (1990)

Prix du jury au Festival International du Vol - St Hilaire  (1991)

### Comme scénariste
- Forgiveness (scénario de film, en cours d'écriture)
- London Halal (scénario de film, en cours d'écriture)
- Les mères à l'épreuve du Liban

Coauteur Léla Chikhany Nacouz. Livre/L'Harmattan
- L’Enfant des vignes / Nabil le petit étranger (1996 )

Meilleur scénario, Prix Maroun Baghdadi au Festival International du film de Beyrouth (1998)
Lauréat de la Bourse Beaumarchais (1995)